# Chang Sang
Chang Sang   (Ryongchon, 3 d'octubre de 1939) és uns política sud-coreana que es va convertir en la primera dona Primer Ministre de Corea del Sud quan el President Kim Dae-jung va reobrir el seu gabinet el 2002.
Té un doctorat de filosofia en el Seminari Teològic de Princeton i va ser presidenta de la Universitat de Dones d'Ewha des de 1996 fins al nomenament com a primera ministra.
Va ser nomenada candidata a Primer Ministre pel President Kim Dae -jung el 2002, però l'Assemblea Nacional va rebutjar la candidatura.

## Educació
- Graduada, Escola Secundària de Nenes Sookmyung
- Llicenciada en Ciències en Matemàtiques, Universitat Ewha Womans
- Master de la Divinitat, Yale Divinity School en la Universitat Yale
- Doctora en Filosofia en Teologia, Seminari Teològic de Princeton